# Passi
Passi é um cidade de  terceira classe de renda da cidade (d) na província Iloilo, nas Filipinas. De acordo com o censo de 1 de maio  de  2020 possui uma população de 88 873 pessoas e 21 671 domicílios.